# Domarringen, Skärholmen

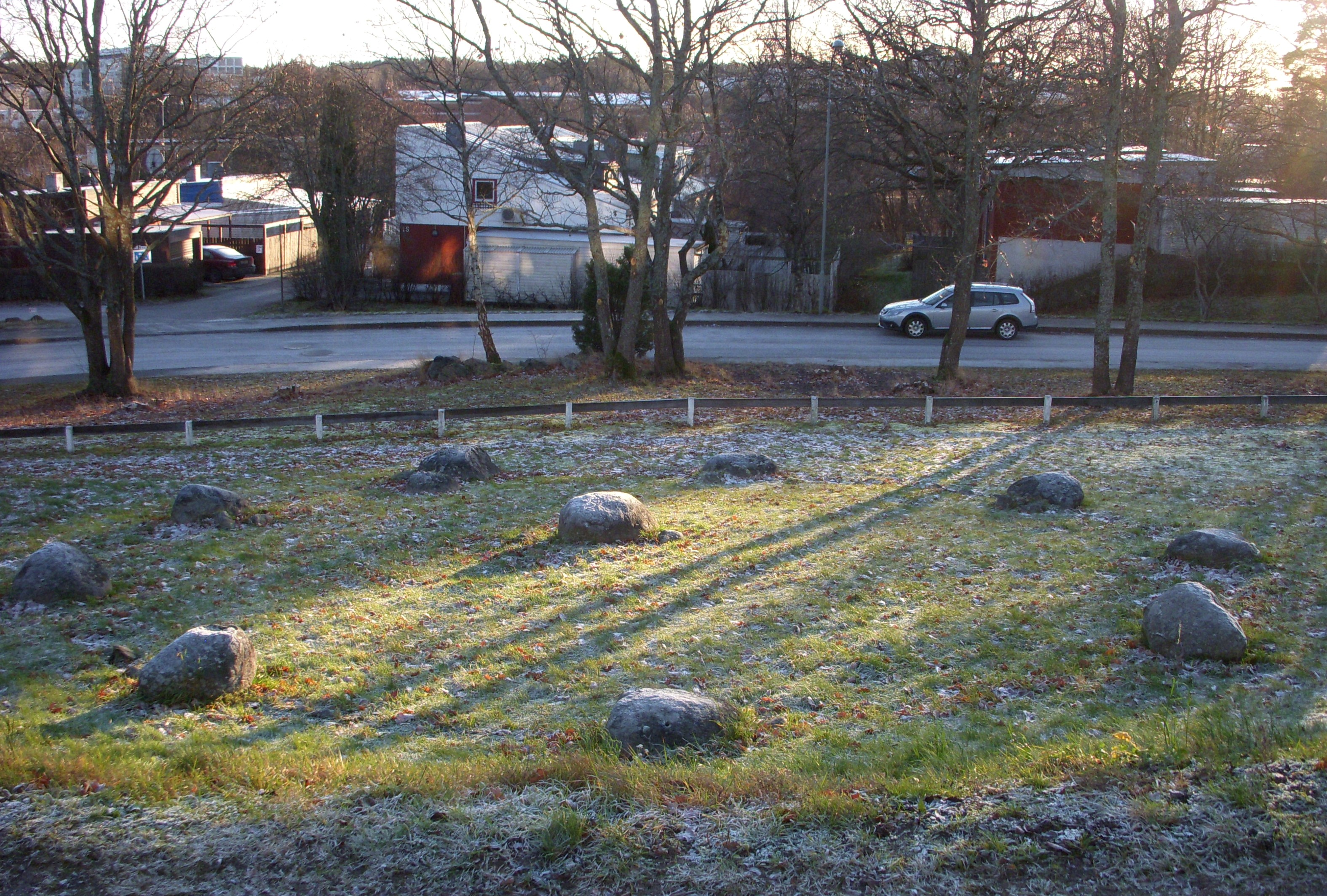
Domarringen i december 2011.

Domarringen i Skärholmen är ett gravfält från bronsåldern och järnåldern beläget vid Stävholmsgränd i södra Stockholm. Gravplatsen undersöktes 1966-1967. Domarringen i Skärholmen är unik som gravform i Stockholm, därför återuppfördes den yttre stenkransen efter undersökningen medan resten av gravfältet togs bort för att bereda plats för radhusbebyggelse.
När radhusområdena söder om Skärholmens centrum skulle byggas utfördes en arkeologisk undersökning av Domarringen i Skärholmen. Själva ringen har en diameter på cirka 12 meter och består av nio stenar och en mittsten samt en begränsning av en kantkedja med mindre sten. Stenarna var ursprungligen placerade i gropar med stödstenar.
Ringen låg i ett (numera borttaget) gravfält med måtten 50x100 meter. På gravfältet fanns ungefär 80 gravar. Hälften av dem kunde dateras till 100- och 200-talet e.Kr. De övriga härstammade från 500-talets andra del, fram till mitten av 700-talet. I själva ringen hittades rester av minst två personer som hade kremerats. På gravfältet i övrigt var det endast rester av en människa per grav. Gravfynden utgjordes av bland annat keramik, brända ben, kol, hartstätningar, en järnnyckel, bronsspännen, varav en med vendeltida djurornamentik och människomask samt talrika andra bronsföremål.
Man hittade även lämningar av boplatskaraktär som bestod av bland annat 30 härdar, 28 stolphål och 9 nedgrävningar. Fynden utgjordes huvudsakligen av keramik, slagg, bränd lera och kol samt vävtyngder, smältdegel, brynen, metkrok av järn och flintskrapor.

## Bilder från undersökningen 1966

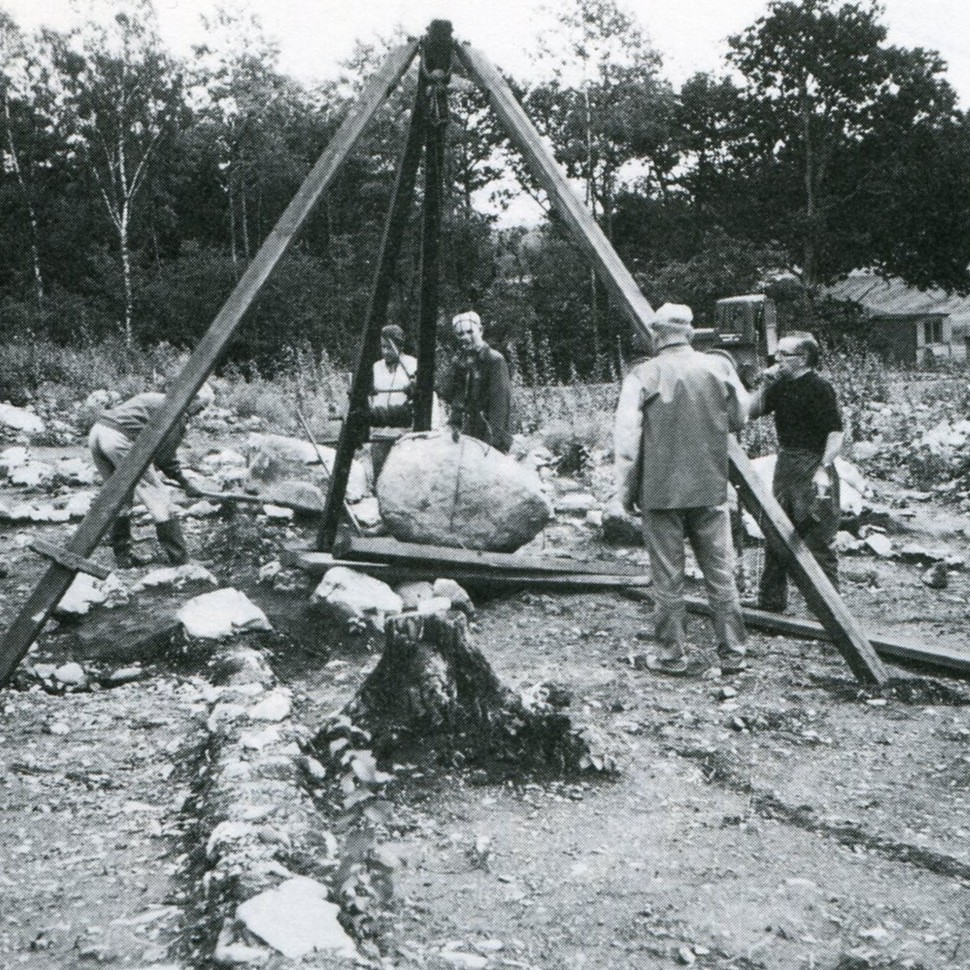
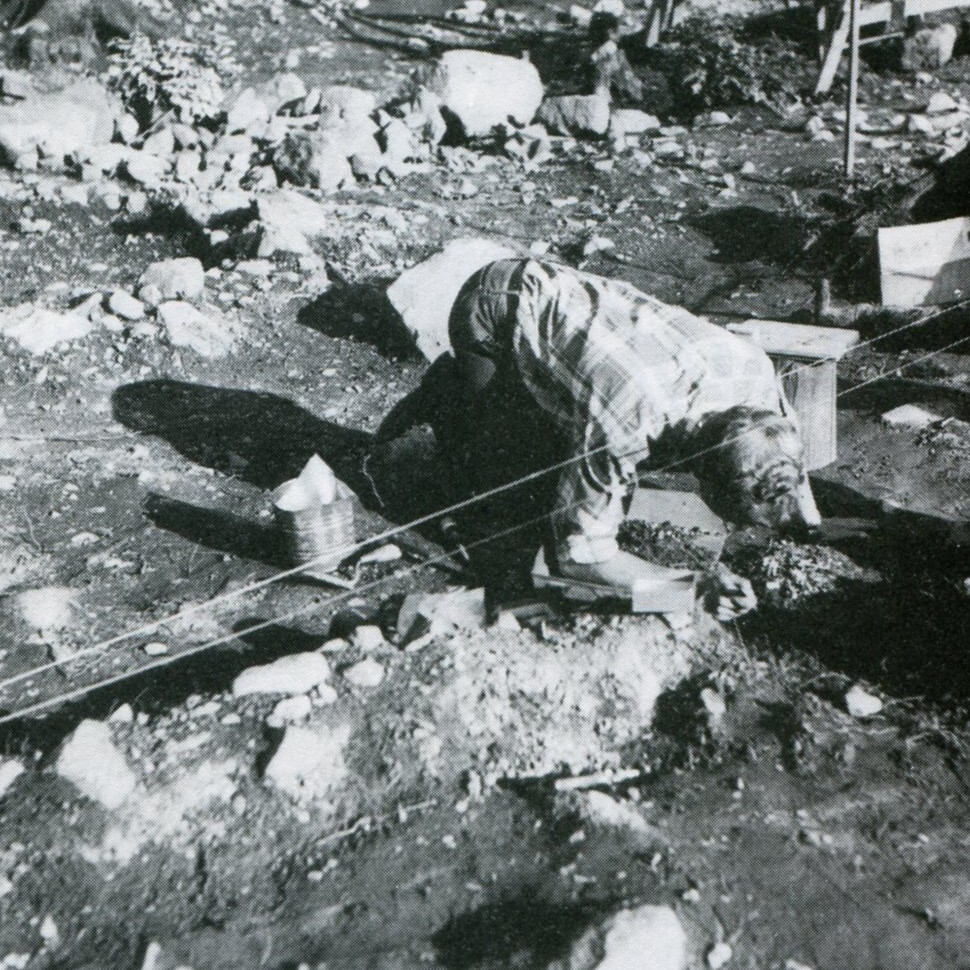
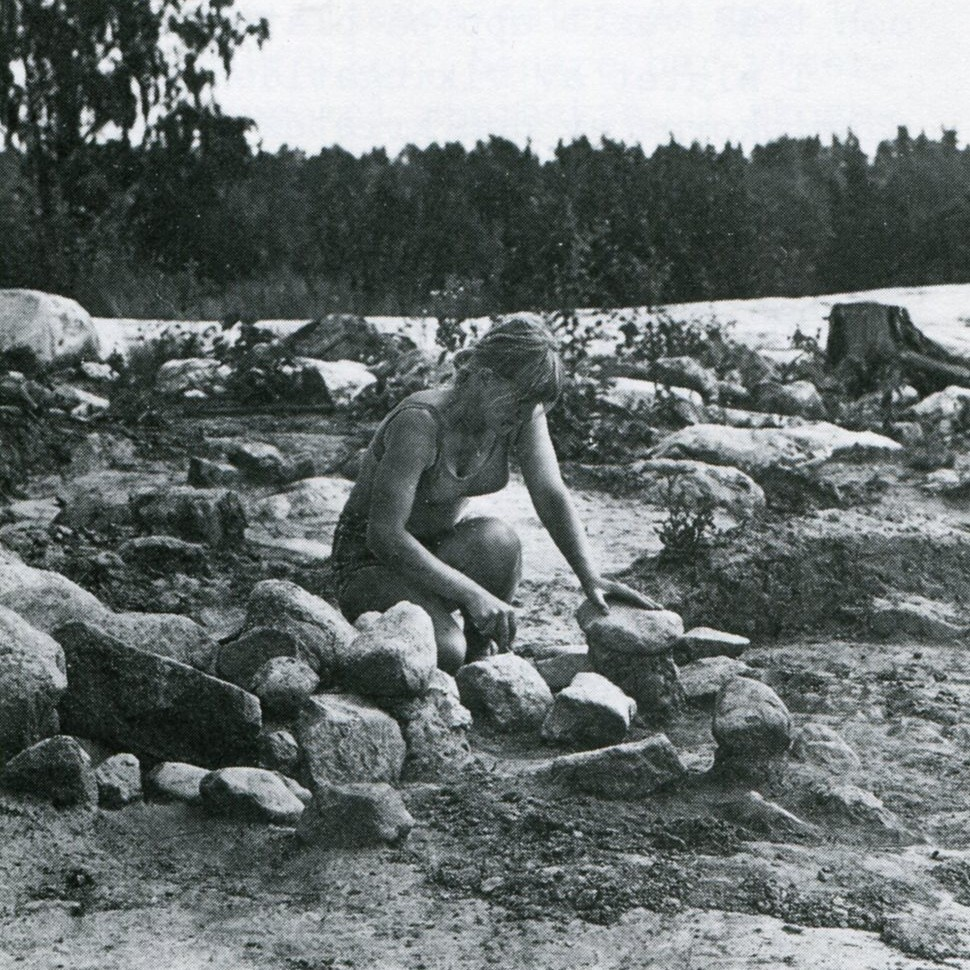
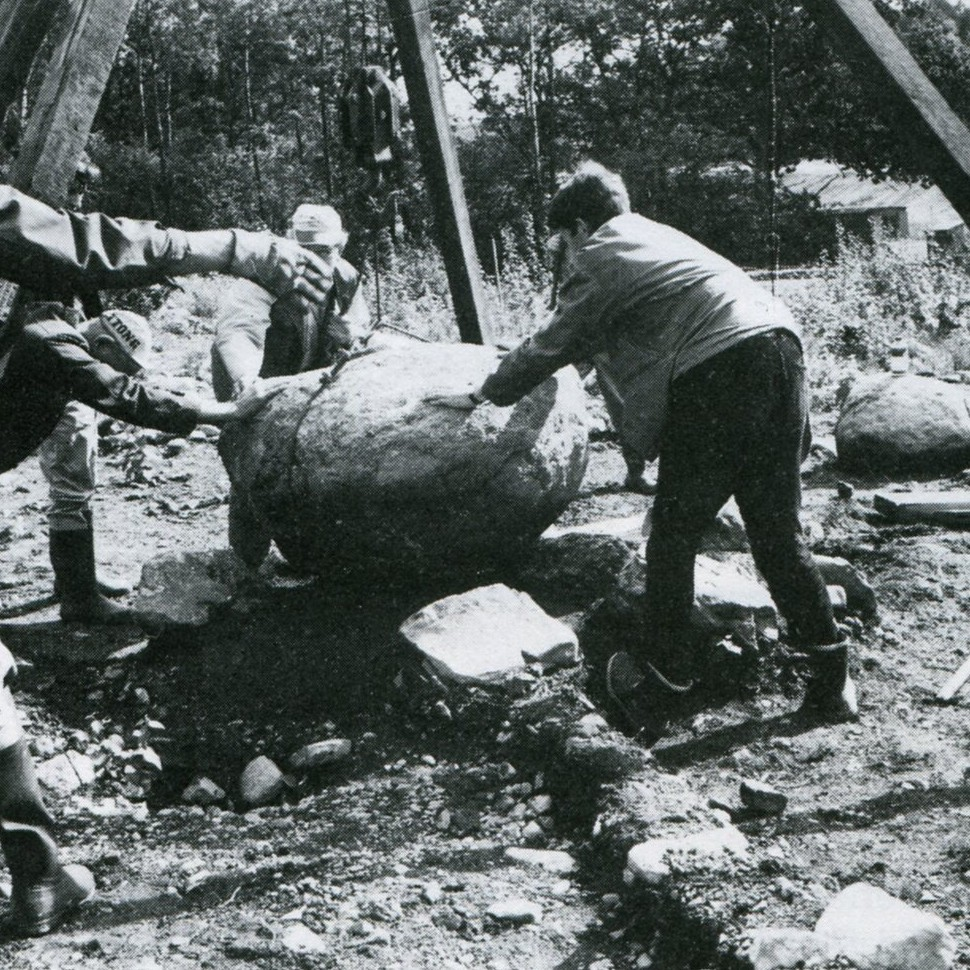